# Halabiyah
Halabia (tiếng Ả Rập: الحليبية) là một ngôi làng Syria nằm ở Al-Hamraa Nahiyah ở huyện Hama, Hama. Theo Cục Thống kê Trung ương Syria (CBS), Halabia có dân số 686 người trong cuộc điều tra dân số năm 2004.. Trong cuộc nội chiến ở Syria Halabia đã bị ISIS bắt giữ, sau đó vào ngày 6 tháng 2 năm 2018, SAA đã giải phóng thị trấn này..